# Lee White (Politiker)

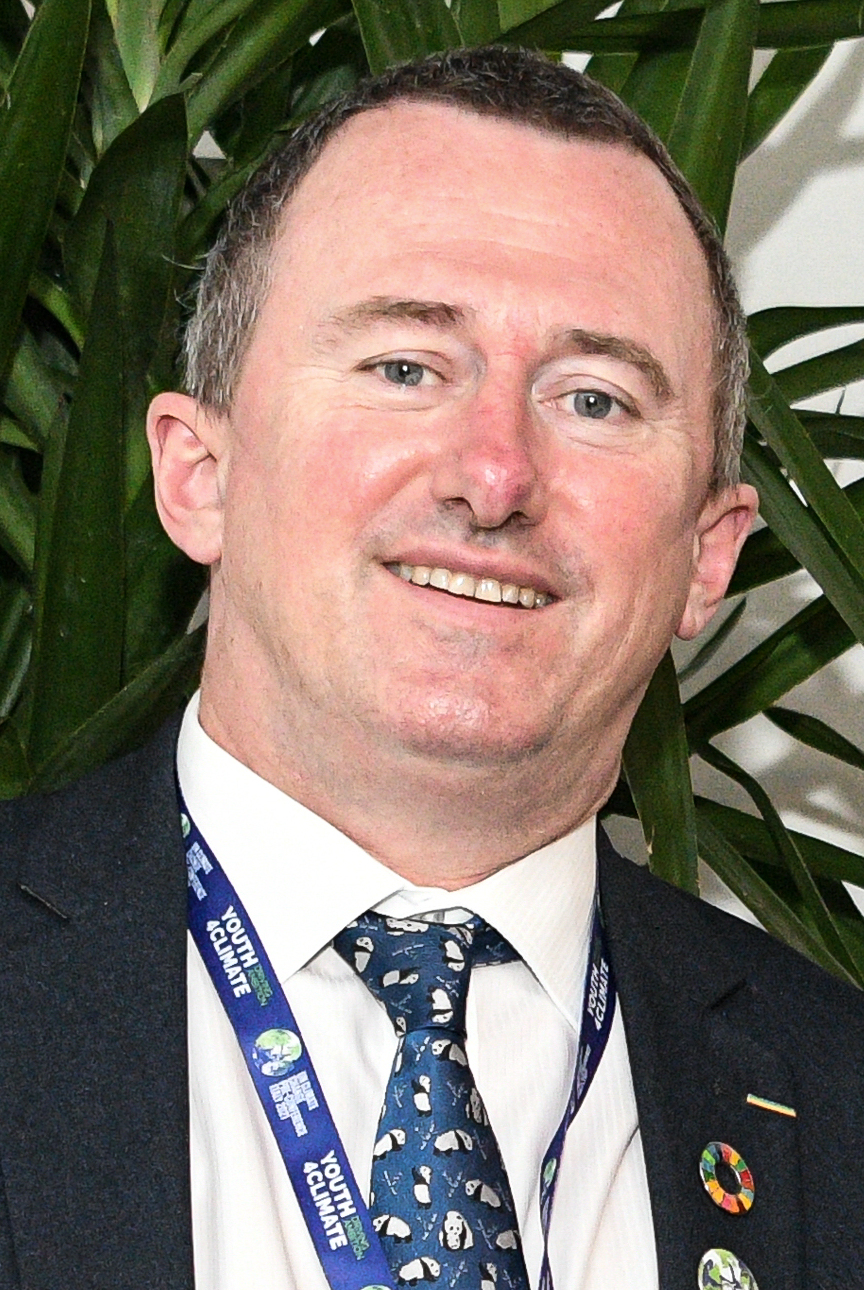
Lee White (2021)

Lee James Taylor White (* 26. Juli 1965 in Manchester, England) ist ein britisch-gabunischer Politiker und Zoologe. Er war bis zum Militärputsch 2023 seit 2019 Minister für Wasser, Wälder, Meer und Umwelt Gabuns und verantwortlich für den Klimaplan und den Landnutzungsplan.
Er arbeitete in Bereichen, die mit dem Klimawandel, der Erhaltung und Bewirtschaftung natürlicher Ressourcen, Schutzgebieten und dem Ökotourismus zusammenhängen.
Er ist Mitglied von Gruppen der IUCN (International Union for Conservation of Nature), spezialisiert auf Elefanten und Primaten.

## Biografie
Lee White stammt ursprünglich aus Manchester (Großbritannien) und wuchs in Uganda auf. 1982 meldete er sich freiwillig beim British Trust for Conservation Volunteers und gründete anschließend eine lokale Selbsthilfegruppe für den WWF (World Wide Fund) in Altrincham.
1983 erhielt er sein naturwissenschaftliches Abitur; es folgte ein Masterabschluss in Zoologie an der Universität London. 1992 promovierte er in Zoologie an der University of Edinburgh.
White ist verheiratet und Vater von drei Kindern.

## Professionelle Karriere
1984 trat er als Projektmanager dem Tiwai-Primatenprojekt in Sierra Leone bei und 1987 der Nigerian Conservation Foundation in Nigeria. Er kam 1989 nach Gabun, um in Zoologie über die Auswirkungen des Holzeinschlags auf Flora und Fauna zu promovieren (University of Edinburgh, 1992).
Anschließend schloss er sich der US-amerikanischen NGO Wildlife Conservation Society (WCS) an, um ein Forschungs- und Naturschutzprogramm in Gabun und in der Waldzone Zentralafrikas zu erstellen. Unter seiner Führung und innerhalb von zehn Jahren hat sich in Gabun mit 200 Mitarbeitern und jährlichen Zuweisungen von rund 5 Millionen US-Dollar (4 Millionen Euro) das größte WCS-Programm der Welt entwickelt.
Zur selben Zeit, ab 2002, dem Jahr der Schaffung von 13 Nationalparks in Gabun durch den verstorbenen Präsidenten Omar Bongo, trug Lee White sein Fachwissen in Fragen des Klimawandels, der Nationalparks und des Ökotourismus dem Präsidenten der Republik zu.
2008 verließ er den WCS, erwarb die gabunische Staatsangehörigkeit und trat im gabunischen Umweltministerium eine Stelle als Chefwissenschaftler der gabunischen Delegation für Verhandlungen mit dem Rahmenübereinkommen der Vereinten Nationen über Klimaänderungen (UNFCCC) an. 2009 wurde er Exekutivsekretär der Nationalen Agentur für Nationalparks (ANPN), dem Verwaltungsorgan von 13 Nationalparks, die mehr als 10 % des Staatsgebiets abdecken.
10 Jahre lang stellte er die Entwicklung dieser Agentur sicher, die vom Status einer aufstrebenden Behörde mit weniger als 100 Mitarbeitern zu einer professionellen Agentur für die Verwaltung von Nationalparks mit mehr als 800 Mitarbeitern, einschließlich einer paramilitärischen Truppe, überging, in Hinblick auf die Gewährleistung einer verantwortungsvollen Verwaltung der natürlichen Ressourcen und die Beendigung aller Formen der illegalen Ausbeutung dieser Ressourcen. Mit Lee White sammelte und sicherte der ANPN zwischen 2010 und 2019 im Auftrag Gabuns Mittel in Höhe von fast 96 Milliarden FCFA von verschiedenen Partnern.

## Erfolge und Auszeichnungen
Als Honorarprofessor an der University of Stirling in Schottland erhielt er folgende Auszeichnungen: Chevalier de l'Ordre National du Mérite Gabonais im Jahr 2003, die Anerkennungsmedaille der gabunischen Streitkräfte im Jahr 2011 und Commander of the Order of the British Empire (CBE) im selben Jahr für Dienstleistungen zur Erhaltung in Zentralafrika.

## Veröffentlichungen (Auswahl)
Als Wissenschaftler ist er Autor von über 90 Artikeln und acht Büchern über die Ökologie und Erhaltung tropischer Waldökosysteme in Afrika.

### Bücher
- Guide de la végétation de la Reserve de la Lopé, Gabon (1996). White, L. J. T. & Abernethy, K. Ecofac Gabon, Libreville. 232 pp.
- A guide to the vegetation of the Lopé Reserve, Gabon. 2nd edition. (1997) White, L. J. T. & Abernethy, K. Wildlife Conservation Society, New York. 232 pp.
- Conservation research in the African rain forest: a technical handbook. White, L. J. T. & Edwards, A. (Eds.) Wildlife Conservation Society. 454 pp. 2000 – Publié en Français en 2001: Conservation en forêt pluviale Africaine: méthodes de recherche. White, L. J. T. & Edwards, A. (Eds.) Wildlife Conservation Society. 462 pp. 2001
- African Rain Forest Ecology and Conservation B Weber, LJT White, A Vedder & Naughton-Trevis, L. (eds.), Yale University Press, 2001.
- Gabon’s National Parks : Stretegy for the new millennium. White, L. J. T., Wilks, C., Fay, J. M. & Christy, P. 2002.
- Vision for Gabon : Tourism, Parcs and Sustainable Development / Vision pour le Gabon : Le Tourisme, les parcs et le développement durable.  White, L. J. T., Gwynne, J. A., Chesnel, E. & Mferri Bongo Ondimba, P. 2007

### Mitherausgeberschaft
- R. H. Adiahéno, R. Oslisly, J.-P. Vande weghe & L. White: Les Parcs Nationaux du Gabon